# Wiener AF
A Wiener AF egy megszűnt osztrák labdarúgóklub, melynek székhelye Bécsben volt. 1910-ben alapították és 2004-ben szűnt meg. A bajnoki címet és kupát 1–1 alkalommal nyerte meg.

## Sikerlista
- Osztrák bajnokság (1): 1913–14
- Osztrák kupa (1): 1921–22